# Keresztény Értelmiségiek Szövetsége

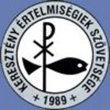
A Keresztény Értelmiségiek Szövetségének logója

A Keresztény Értelmiségiek Szövetsége a legnagyobb magyar keresztény civil szervezet. 1989-es megalakításától kezdődően evangelizációs küldetése szellemében, az ökumené jegyében, a keresztény/keresztyén társadalmi és kulturális szerepek feltárására, valamint a kor meghatározó kérdéseivel kapcsolatos állásfoglalások kialakítására és nyilvánosságra hozatalára törekszik.

## Történet
A KÉSZ 1989 januárjában alakult Budapesten, Csanád Béla professzor, a Hittudományi Akadémia tanárának kezdeményezésére az Adalbertinum evangelizációs központban. A szervezet első elnöke, 1996. november 25-én bekövetkezett haláláig maga az alapító, Csanád Béla volt. Ezt követően az országos szervezet vezetését dr. Osztie Zoltán plébános, teológia-tanár vette át, aki 2016. november 12-ig töltötte be az elnöki posztot. Ekkortól a szervezet elnöke Makláry Ákos görögkatolikus pap, kánonjogász, a Budai Görögkatolikus Parókia parókusa, az Esztergomi Görögkatolikus Parókia kormányzója, a Hajdúdorogi Metropólia metropolitai bíróságának helynöke.
A KÉSZ 2009. szeptember 4. és 6. között az esztergomi Szent Adalbert Központban ünnepelte fennállásának huszadik évfordulóját, melynek keretében — számos szakmai előadás mellett — Erdő Péter bíboros, Bábel Balázs kalocsa-kecskeméti érsek, Orbán Viktor Fidesz-elnök, valamint Lezsák Sándor és Semjén Zsolt is felszólalt.
Ma a szervezet 84 helyi csoportban összesen 6000 tagot számlál.
A KÉSZ 2009 márciusában csatlakozott a Civil Összefogás Fórum szervezetéhez. Majd tevékenységének kiterjesztése érdekében és az összmagyarság elérése érdekében 2010-ben együttműködési megállapodást kötött az egyik legnagyobb vajdasági magyar civil szervezettel, a Keresztény Értelmiségi Körrel. A két szervezet 2011-ben közös elnökségi ülést tartott Szabadkán, ahol meghatározták a közép- és hosszú távú terveiket is. Ennek értelmében olyan kapcsolatrendszert kívánnak létrehozni, amiben a keresztény értelmiségiek képviselni tudnák az európai összmagyarságot.
A KÉSZ VIII. Országos Kongresszusát (Krisztusban van az igazság címmel) az Országház-ban, a Főrendiház üléstermében tartotta 2011. október 7-én és 8-án. A rendezvény fővédnöke Kövér László házelnök volt, azon felszólalt többek között Orbán Viktor miniszterelnök, Budai Gyula elszámoltatási kormánybiztos, Hoffmann Rózsa oktatásért felelős államtitkár, Szócska Miklós egészségügyi és Szászfalvi László egyházügyi államtitkár, valamint Harrach Péter, a KDNP elnöke is. A konferenciát Erdő Péter bíboros, prímás előadása zárta, melynek központi témája az igazságosság és a közjó megvalósítása volt.

## Küldetés
A szervezet egyfelől saját tagjai lelki-életét igyekszik erősíteni, másfelől pedig a közélet minden területén a keresztény vallási alapokon állva, Jézus Krisztus tanításaiból levonható következtetésekkel szolgálni. Előadássorozatok, szabadegyetemek, koncertek, kiállítások, fórumok, konferenciák, kongresszusok, lelkigyakorlatok szervezésével segíti elő a világiak evangelizációs tevékenységét. Számos helységben a KÉSZ közreműködött a keresztény óvodák vagy iskolák elindításában.
A szervezet országos orgánuma a JEL spirituális és kulturális folyóirat, mely a vallásos és szépirodalmi írások mellett filozófiai, történeti, teológiai és a természettudomány körébe tartozó tanulmányokat is közöl. Emellett a szervezet céljainak megfelelően hír ad "olyan kulturális és társadalmi eseményekről, amelyekről a KÉSZ-nek véleményt kell formálnia és sok esetben kritikusan nyilatkoznia kell, mert mélyen érintik értékrendünket vagy nemzetünket".
A szervezet évente Szent Adalbert-díjat ítél oda a célkitűzéseinek megvalósítása érdekében kiemelkedő teljesítményt nyújtó személyeknek, valamint Csanád Béla-díjjal jutalmazza a kiemelkedő teljesítményt nyújtó KÉSZ tagokat.

## Díjazottak

### Szent Adalbert-díj[5]
- 2010: Hegedűs András, az Esztergomi Érseki Levéltár igazgatója

- 2011: Járóka Lívia, az Európai Parlament néppárti frakciójában helyet foglaló képviselő

- 2012: Simon Zaven, Belváros-Lipótváros, Budapest főváros V. kerületi önkormányzatának egyházügyi referense
- 2013: Lezsák Sándor, az Országgyűlés alelnöke
- 2014: Barkász Sándor, vállalkozó, a békési önkormányzat képviselője
- 2015: Harmat Károly, ferences áldozópap
- 2017: Velkey György, orvos
- 2018: Három Királyfi, Három Királylány Mozgalom
- 2019: Az én hazám galéria megalkotói
- 2020: Müller Cecília országos tisztifőorvos
- 2021: Földi-Kovács Andrea, újságíró, televíziós műsorvezető
- 2022: Majnek Antal ny. munkácsi püspök

### Csanád Béla-díj[6]
- 2010: Tarján Levente, a KÉSZ bajai csoportjának elnöke
- 2011: Fejes Antalné, a KÉSZ gazdasági főmunkatársa
- 2012: Tercsi Mátyás, a KÉSZ kecskeméti csoportjának elnöke, a KÉSZ Központi Ellenőrzési Bizottságának tagja
- 2013: Martinovich Sándor és Martinovich Sándorné
- 2014: Magyar János
- 2015: Pap István, ny. mérnök
- 2016: Saramó Márta
- 2017: Osztie Zoltán, plébános, a KÉSZ korábbi elnöke
- 2018: Németh Anikó
- 2019: Hervai d'Elhougne István
- 2020: Sólyomvári György
- 2021: Galgóczy Gábor
- 2022: Csillag Gusztáv és dr. Fejéregyházi Sándor